# Hollós Korvin Lajos
Hollós Korvin Lajos, születési nevén Weisz Lajos, (Budapest, 1905. december 8. – Budapest, 1971. március 27.) magyar költő, író, lapszerkesztő. A Korvin vezetéknevet Korvin Ottó kommunista politikus emlékére vette fel. Felesége Tóth Eszter írónő, Tóth Árpád lánya. Fia Hollós Máté zeneszerző.

Fotója a Szép versek című antológiában (Balla Demeter, 1973)

## Élete
Weisz Mózes Sámuel és Multas Ida gyermekeként született. Eredetileg orvosműszerészi szakmát tanult, előbb Bécsben, majd 1939-ben Párizsban egy-egy fél évig. Inaskorától fogva verselt, novellákat írt. Első novellája 1922-ben jelent meg, és már ekkoriban tevékenyen, vezető szerepben részt vállalt a munkás-kultúrmozgalomban, amiben szavalókórusokat szervezett. Az általa írt kórusversek a munkásmozgalom berkein belül népszerűek voltak. 1924-től szállítóvállalati tisztviselő volt, és számos kapcsolódó művet hozott be Magyarországra.
1930-ban elítélték forradalmi hangú verseiért. Miután 1933-ban elvesztette állását, kizárólag az irodalomból élt. A Kórusművészet szerkesztője volt. 1935-ben indult a Nyugat novellapályázatán, amelynek egyik nyertese lett. Az 1930-as években folyamatos rendőri megfigyelés alatt állt, és nyolc alkalommal le is tartóztatták, ebből ötször elítélték. 1938. augusztus 21-én Budapesten, a Terézvárosban feleségül vette Riesz-Bartos Annát, Bartos Jenő és Ricz Mária leányát.
1957-től jelenhettek meg zavartalanul kötetei. Ifjúkorának emlékeit és hangulatait megörökítő önéletrajzi műve, az Óbudai búcsú (1961) művészi foglalata epikus, költői és harcos egyéniségének.

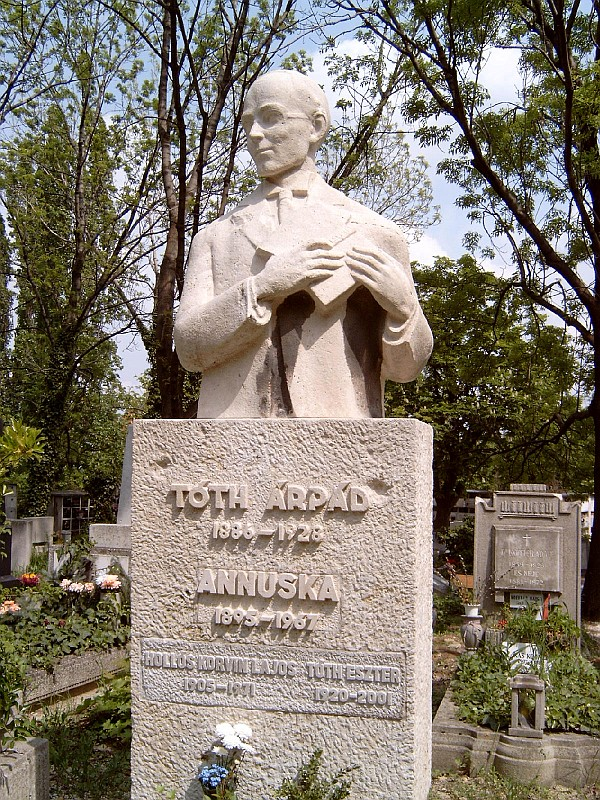
Tóth Árpád, Hollós Korvin Lajos és Tóth Eszter sírja Budapesten

## Művei
- Nihil (versek, Budapest, 1928)
- Harc (versek, Budapest, 1930)
- Tömegszállás (versek, Budapest, 1934)
- Harmincas évek (versek, Budapest, 1936)
- Elhal a dal (versek, Budapest, 1938)
- Zivatar (elbeszélés, Budapest, 1939)
- Hátsó lépcső (regény, Budapest, 1945)
- Válogatott költemények. 1925–1945; Faust, Bp., 1945
- Torpedó (elbeszélés, Budapest, 1947)
- Böjti szelek. Regény, avagy Megkésett farsangi maszkabál, anno 1947; Magyar Könyvbarátok Kultúregyeseülete, Bp., 1948
- Fekete gyémántok; Szikra, Bp., 1948 (Szabad Föld téli esték könyvei)
- Egy királytigris naplója (humoreszkek, Budapest, 1949)
- A Vöröstorony kincse. Regény a kuruc világból (regény, Budapest, 1954)
- Harminc esztendő. Válogatott versek 1924–1954 (versek, Budapest, 1955)
- Hunyadi (dráma, Budapest, 1956)
- Illetlen vallomás (válogatott elbeszélések, Budapest, 1958)
- Hallgassatok meg! (versek, Budapest, 1960)
- Óbudai búcsú (önéletrajzi elbeszélések, Budapest, 1961)
- Komédiások (regények, Budapest, 1965)
- A vízbefúlt hal (versek, Budapest, 1970)
- Füttyszó a sötétben. Válogatott versek 1924–1971 (válogatott versek, Budapest, 1974)
- A szürke eminenciás / Elbukottak / Komédiások (kisregények, Budapest, 1976)
- Hunyadi – Pázmán lovag. Színpadi művek (dráma, Budapest, 1978)
- Böjti szelek és más szatirikus írások (Budapest, 1979)
- Alperes nem nyugszik; Magvető, Bp., 1980